# Zamek Ratibor
Zamek Ratibor (niem. Schloss Ratibor) – zabytkowy renesansowy zamek w Roth (Bawaria) – Środkowa Frankonia.
W 1534	Jerzy Hohenzollern-Ansbach (1484-1543) rozpoczął budowę pałacu myśliwskiego w Roth. Nadał mu nazwę Ratibor, gdyż budowa finansowana była z dochodów jego śląskiego księstwa raciborskiego. Jerzy był trzykrotnie żonaty z: Beatrice de Frangepan (1480–1510),  Jadwigą Podiebradówną (1508–1531) i Emilią von Sachsen (1516–1591). W 1791, po przejęciu Marchii Brandenburskiej-Ansbach przez Królestwo Prus, obiekt został sprzedany fabrykantowi Johannowi Philippowi Stieberowi. W 1857	rodzina Stieber sprzedała główny budynek miastu Roth z przeznaczeniem na siedzibę sądu. Na zamku znajduje się tablica z brązu, z napisem w j. niem. Von Gottes gnade Hedwig Marggreum zu Bradeburg geborne Herzogi zu Mosterberg in Schlesien zur Olsen und oreum zu Glatz.

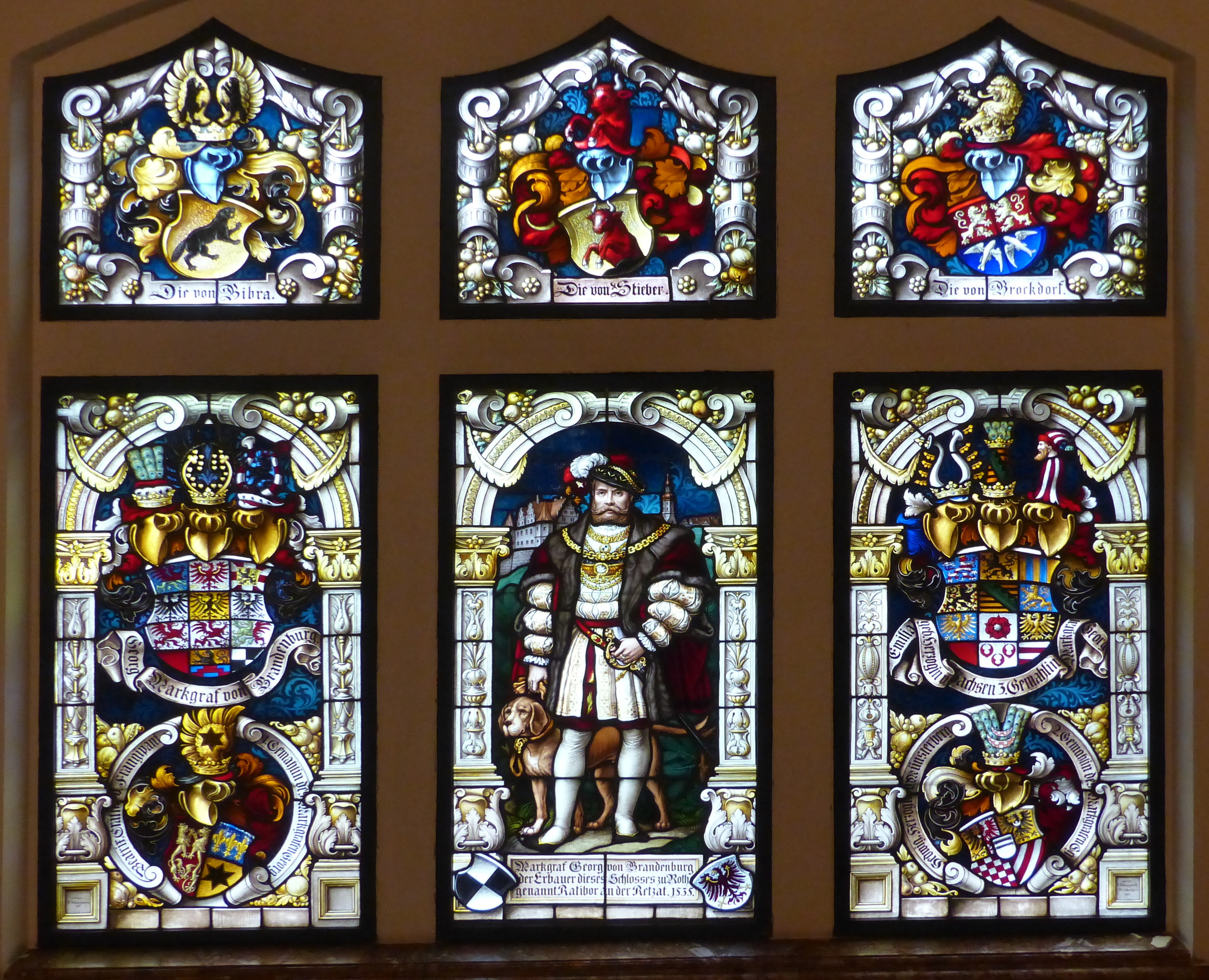
Witraże
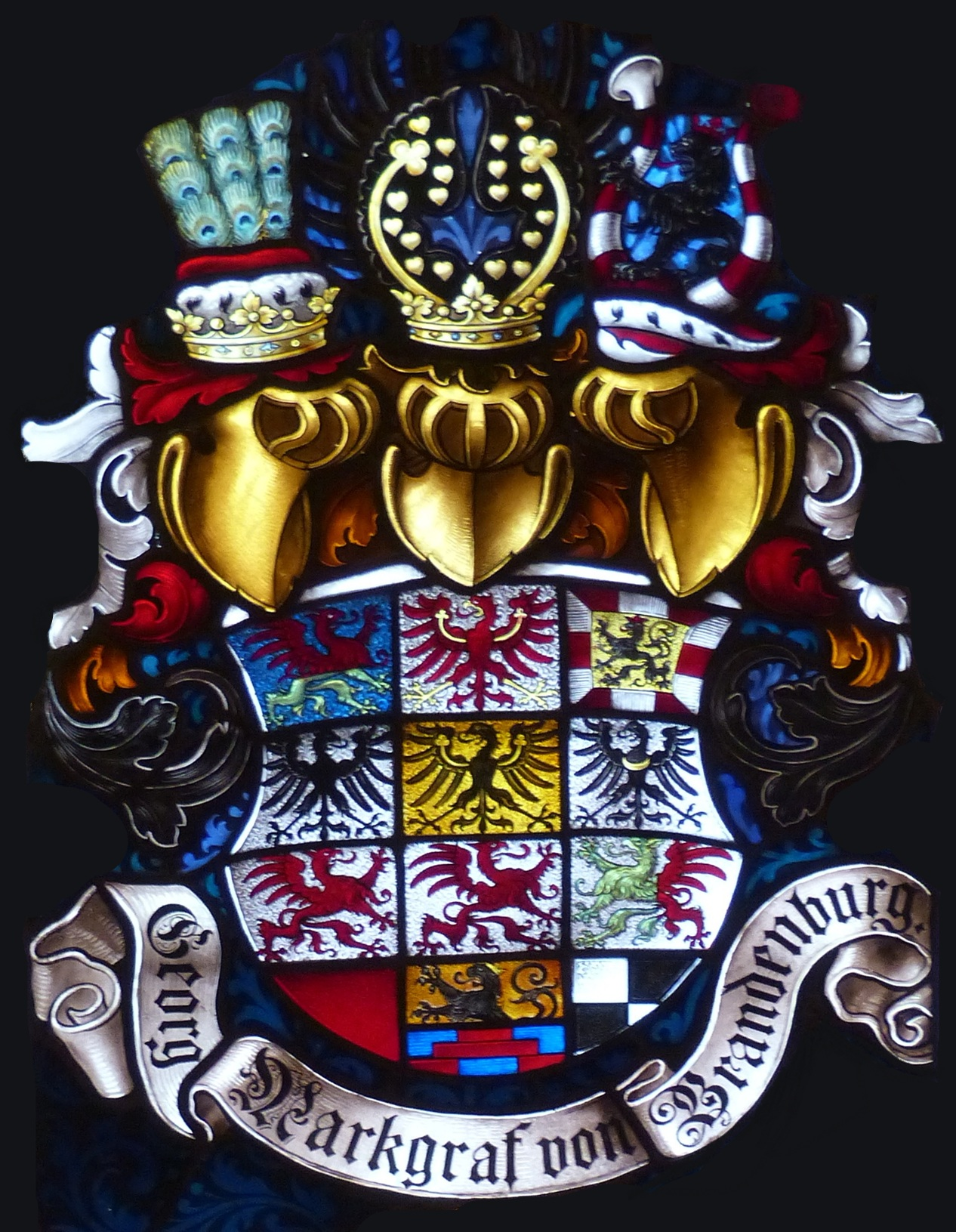
Herb Jerzego Hohenzollerna
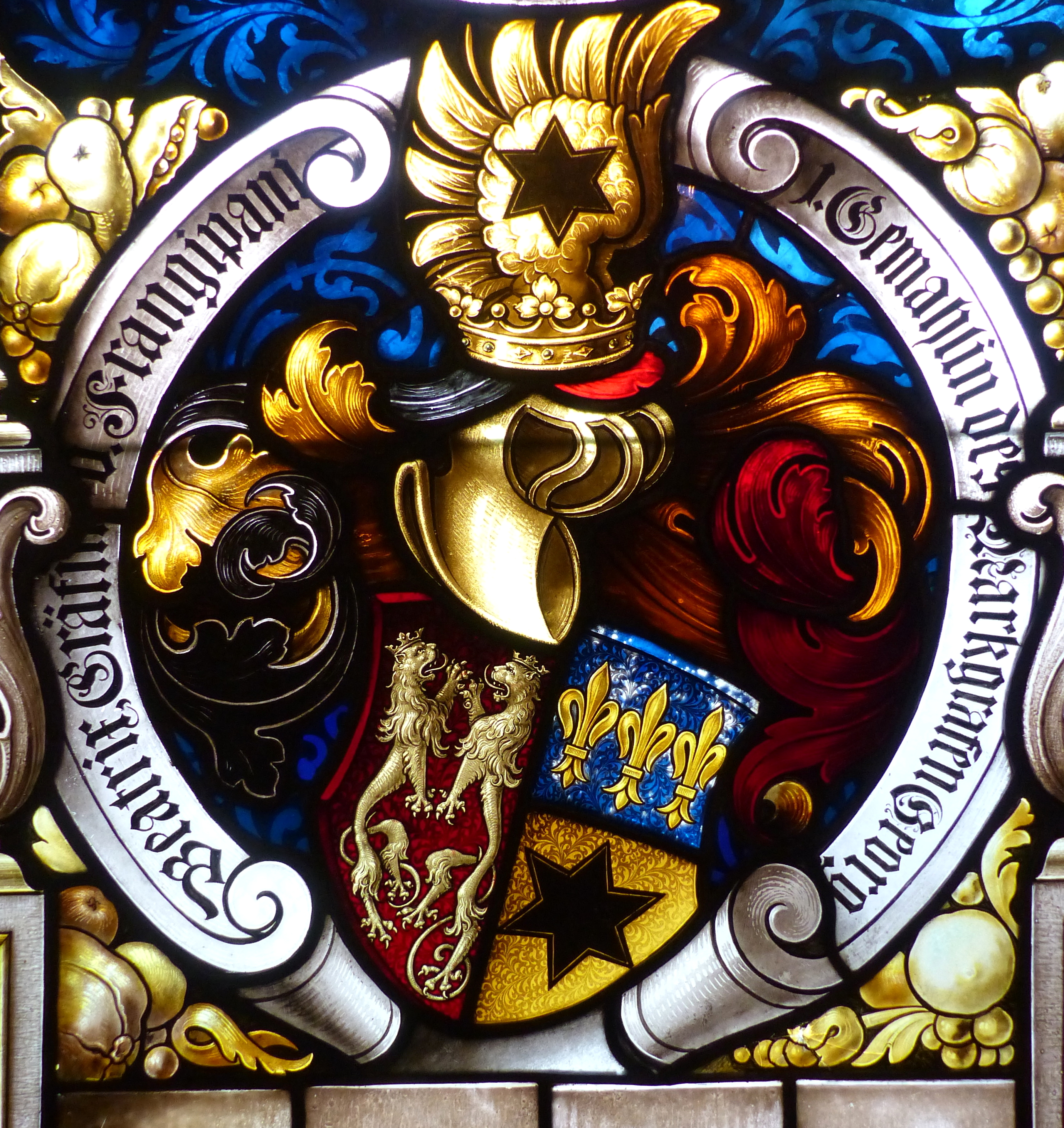
Herb Beatrice de Frangepan(inne języki)
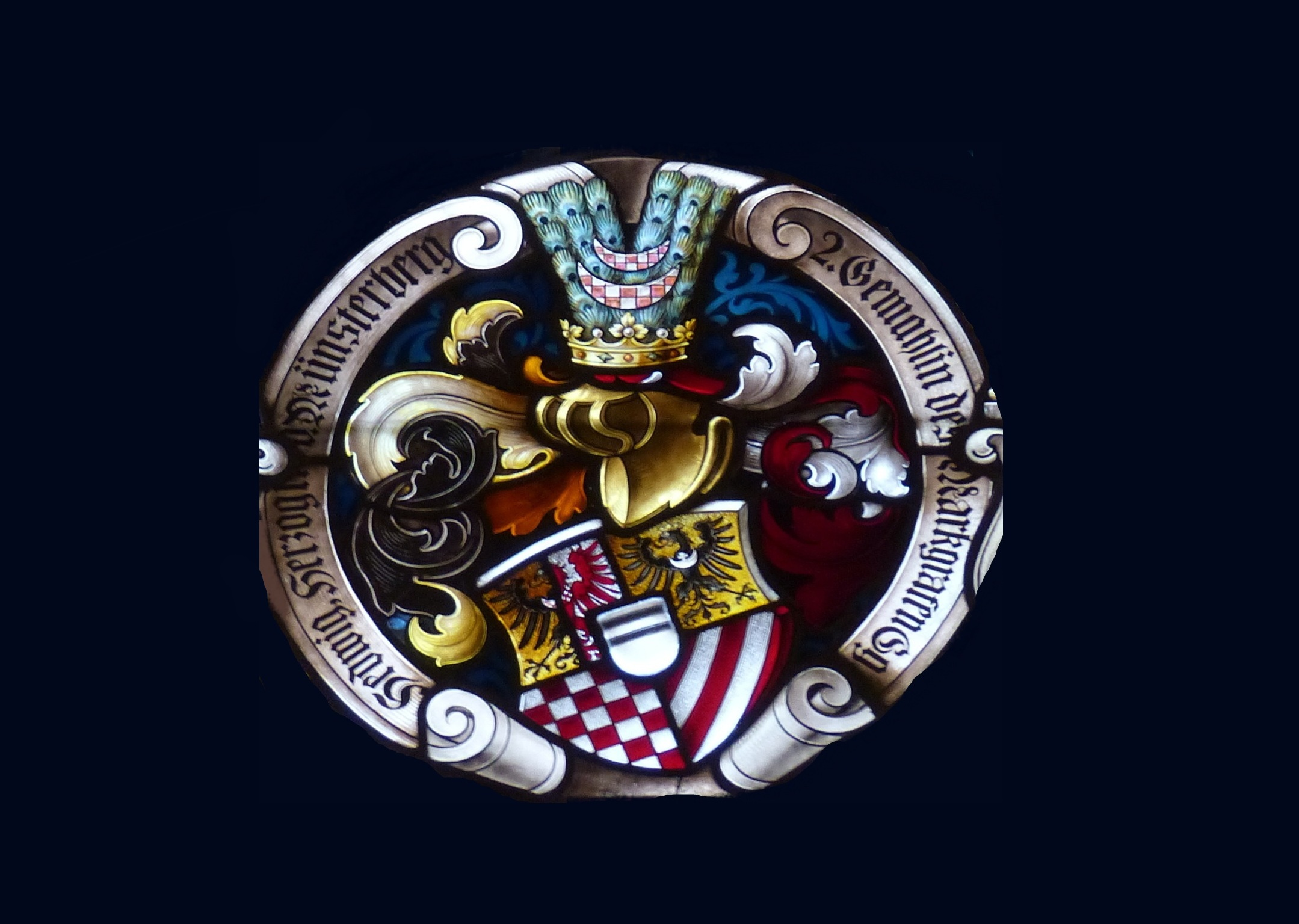
Herb Jadwigi Podiebradówny
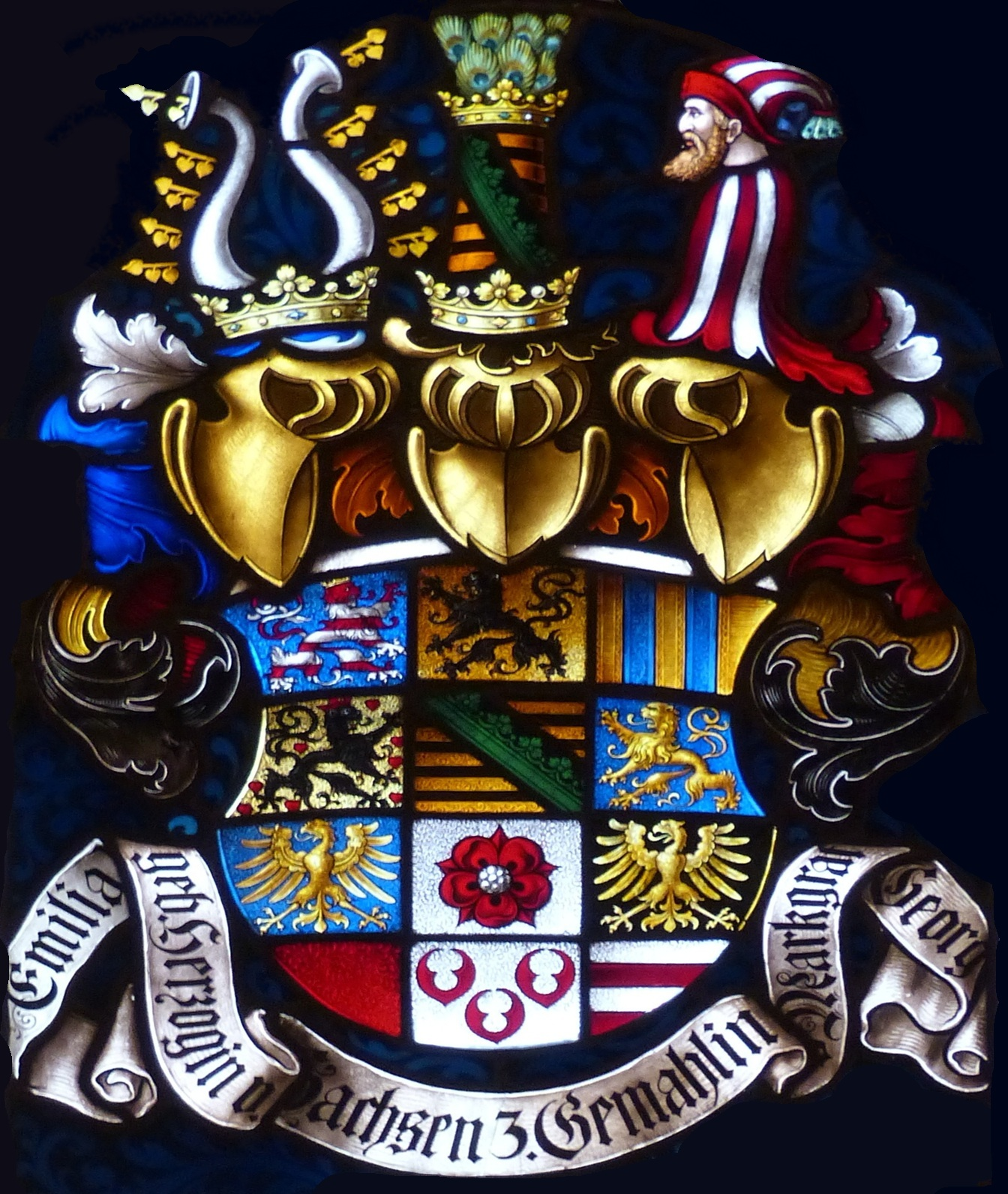
Herb Emilii von Sachsen(inne języki)
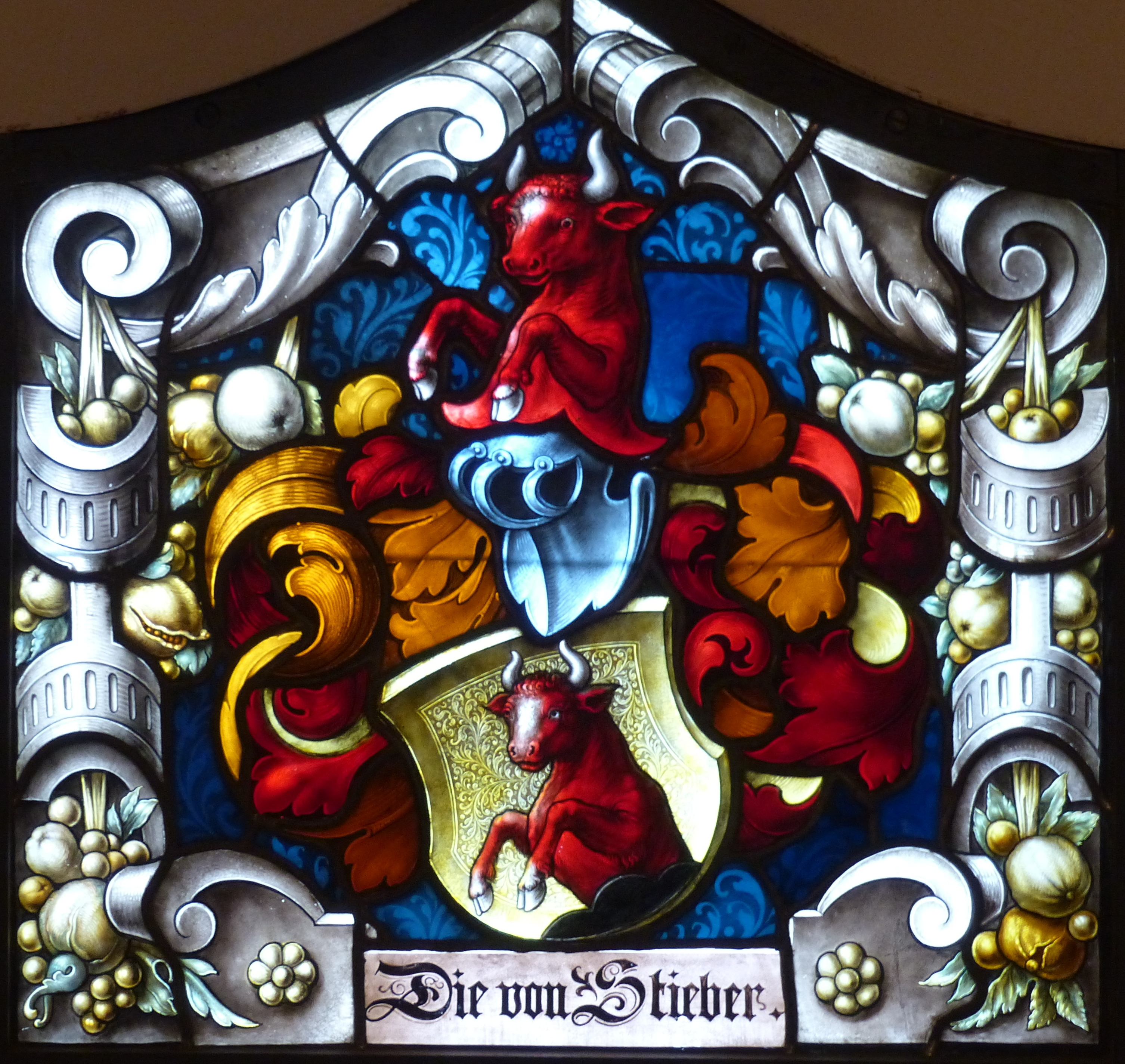
Herb Wilhelma von Stiebers
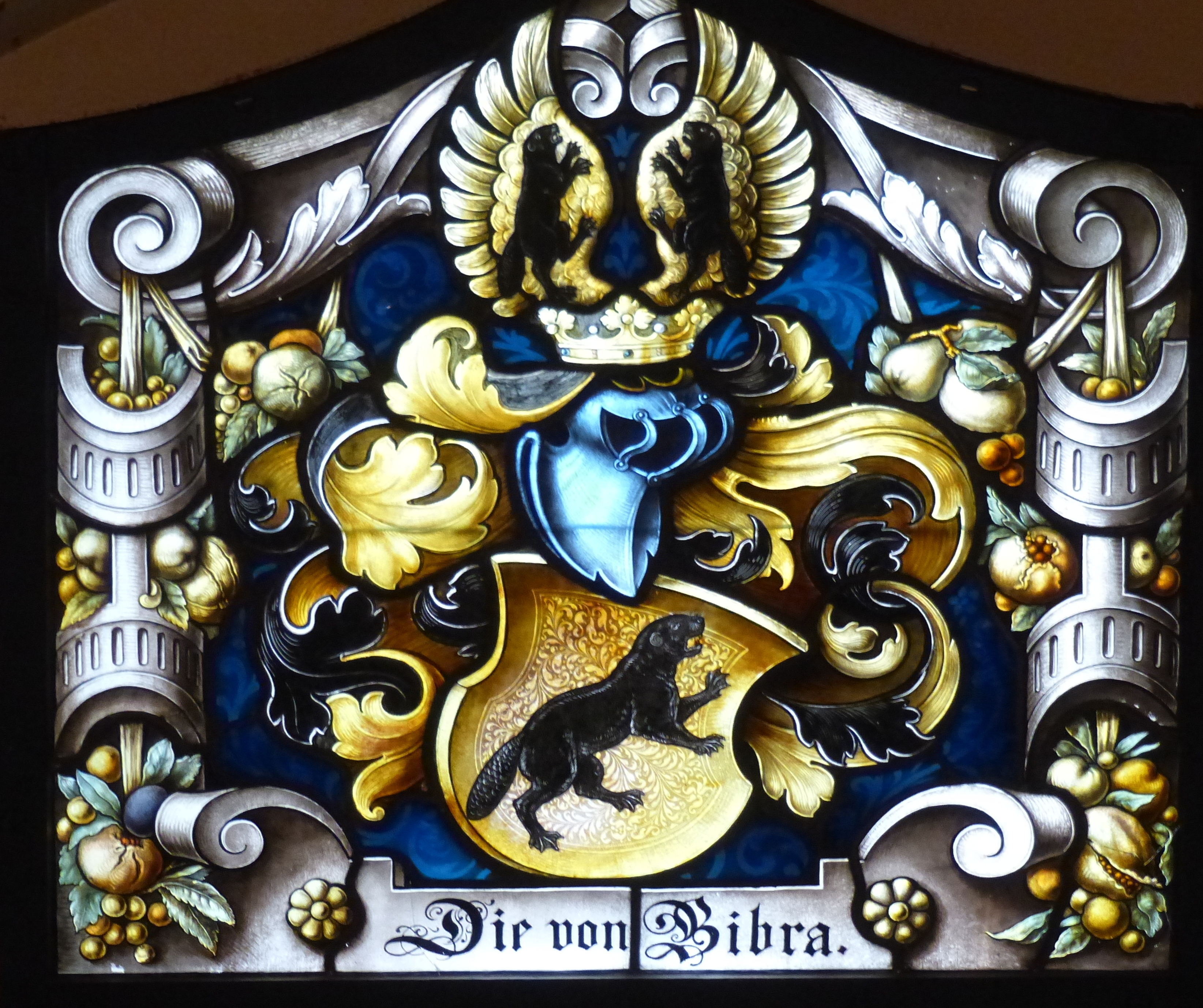
Herb von Bibra
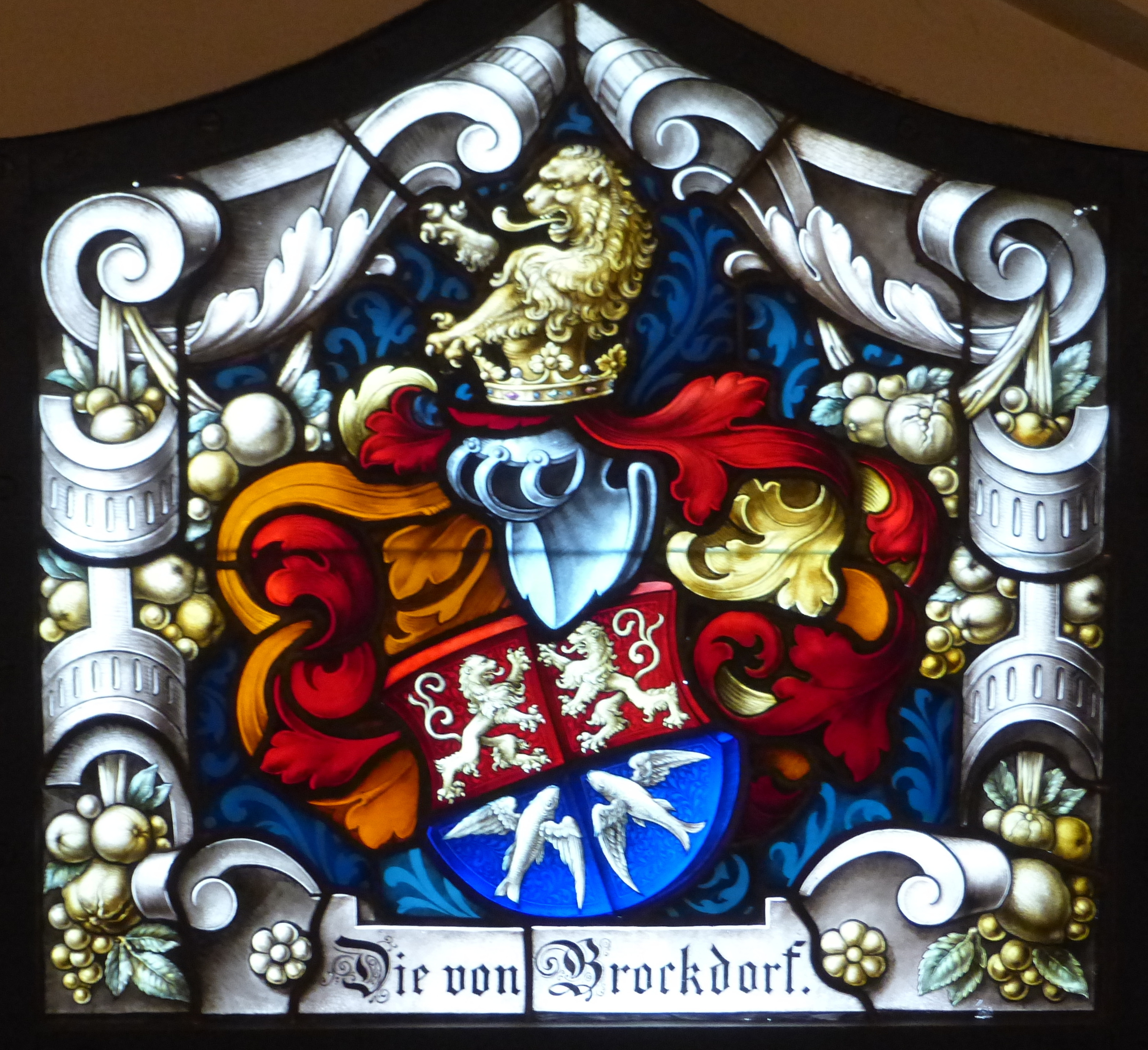
Herb von Brockdorff
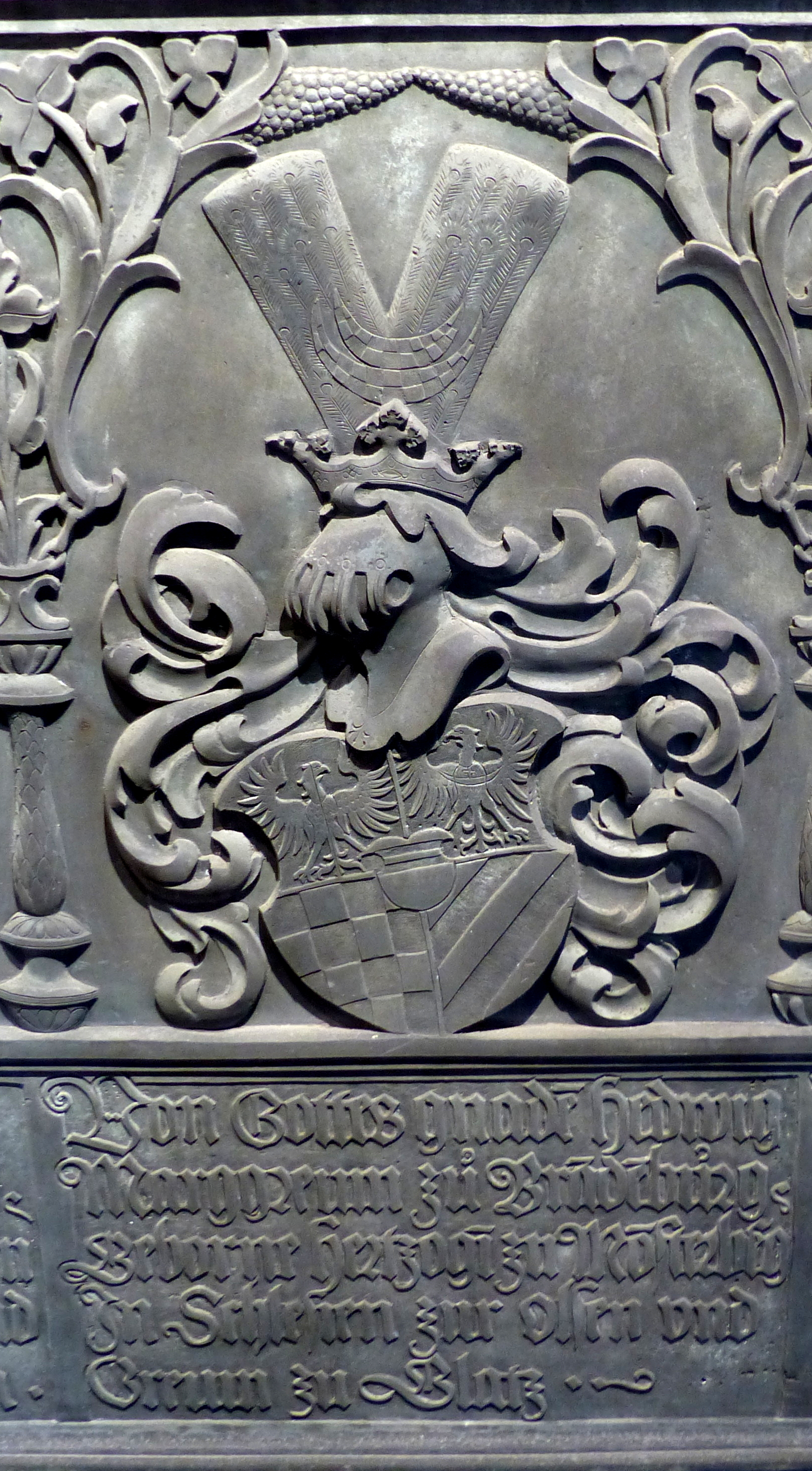
Herb Jadwigi na zamku

## Źródła
- Guido Schmid: Museum Schloß Ratibor in Roth (Bayerische Museen; 28). Deutscher Kunstverlag, München 2002, ISBN 3-422-06325-0.